# Thorbrand (faction armée)
Thorbrand est un groupe armé d'extrême droite pan-nationaliste lié à la Skandinaviska Förbundet (Ligue scandinave), qui a été formé en 2017 ou en 2018 pour soutenir le régime syrien de Bachar el-Assad.

## Fondation
Thorbrand est fondé en 2017 ou en 2018 avec pour objectif de lutter contre les radicaux islamistes en Syrie perçus comme des menaces à long terme.
Thorbrand est lié et combat aux côtés des forces armées russes en Syrie, bien que certains de ses alliés en Suède de la Nordisk Ungdom (elle-même liée à Thorbrand) aient autrefois combattus du côté des radicaux ukrainiens contre les forces séparatistes pro-russes durant la guerre du Donbass.

## Objectif
Le soutien au régime d'Assad de la part de ces nationalistes scandinaves a été pour la plupart la lutte contre l'EIIL mais aussi contre l'opposition syrienne islamiste, perçues comme des menaces à long terme pour l'Europe et les pays nordiques,.
Selon « Normann » (un chef norvégien du groupe) : « Nous avons décidé de lutter contre la menace globale dirigée contre l’Europe, et notamment contre les pays nordiques. Il était clair pour nous tous que nos autorités n’ont pas réussi à protéger nos pays. Elles permettent à des hordes d’ennemis potentiels de violer nos patries. »

## Équipements
Les membres de Thorbrand sont équipés d'équipements modernes, il existe des photos où les membres disposants de matériels de guerre dont des véhicules apparaissent sur des photos avec un drapeau norvégien,.